# Spatangus altus
Spatangus altus is een zee-egel uit de familie Spatangidae.
De wetenschappelijke naam van de soort werd in 1907 gepubliceerd door Theodor Mortensen.